# Лондонский филармонический оркестр
Лондонский филармонический оркестр (англ. London Philharmonic Orchestra, LPO) — один из ведущих симфонических оркестров Великобритании. Основной площадкой оркестра является построенный в 1949 году Королевский фестивальный зал; кроме того, с 1964 года Лондонский филармонический оркестр — основной коллектив Глайндборнского фестиваля.

## История
Оркестр был основан в 1932 году сэром Томасом Бичемом и сыграл свой первый концерт 7 октября 1932 года в концертном зале Куинс-холл в Лондоне. Среди дирижёров, игравших важную роль в становлении оркестра, были Малколм Сарджент, Пол Бирд и Дэвид Маккаллум В одном из первых концертов оркестра, в ноябре 1932 года, в качестве солиста участвовал 16-летний Иегуди Менухин. Исполнением скрипичных концертов Баха и Моцарта тогда дирижировал Бичем, а концертом Элгара — сам композитор.
В 30-е годы ЛФО был выбран в качестве исполнителя для международных оперных сезонов в Королевском театре Ковент-Гарден, художественным руководителем которого был Бичем.
Бичем выступил дирижёром на нескольких записях для лейбла Columbia Records, включая великолепно принятую критиками запись 1939 года Второй симфонии Брамса, которая впоследствии была перевыпущена на грампластинке и компакт-диске.

### Война и послевоенные годы
В 1939 году спонсорская поддержка оркестра прекратилась, и оркестр стал самоуправляемым, когда участники оркестра сами принимают решения по организационным вопросам. Во время Второй мировой войны оркестр особенно активно гастролировал по стране, принося оркестровую музыку туда, где она ранее была недоступна. Большая часть музыкальных инструментов был утрачена во время авианалета на Куинс-холл в мае 1941 года. Тогда Би-би-си выступила с обращением к своим слушателем, после чего оркестр получил инструменты в качестве подарков от граждан, что позволило ему возобновить работу.
После войны Бичем ещё на полтора года вернулся в ЛФО, но ушел с целью основать новый оркестр, Королевский филармонический (КФО). Среди приглашенных дирижёров этого периода были Виктор де Сабата, Бруно Вальтер, Серджиу Челибидаке и Вильгельм Фуртвенглер. За сезон 1949/50 ЛФО дал 248 концертов. (Для сравнения, у Лондонского симфонического оркестра их было 103, у оркестра Филармония и Королевского филармонического — по 32).
После непродолжительного периода, ознаменованного отсутствием главного дирижёра, в 1947 году оркестр принял на работу голландского дирижёра Эдуарда ван Бейнума. В то время, иностранным гражданам разрешалось работать на территории Великобритании не более шести месяцев в году. В отсутствие ван Бейнума с оркестром работало множество приглашенных дирижёров, в том числе Жан Мартинон. Плохое здоровье ван Бейнума вынудило его снять с себя обязанности в 1950-м. Тогда директор ЛФО Томас Расселл пригласил Адриана Боулта стать главным дирижёром, после того как Боулт покинул этот пост в Симфоническом оркестре Би-би-си.
В период между 1949 и 1952 годами оркестр пережил кризис по причине того, что Расселл, благодаря которому оркестру удавалось выживать в годы войны, оказался объектом давления в годы холодной войны из-за своих коммунистических убеждений. Муниципальный совет Лондона высказал своё сомнение в том, что площадкой оркестра должен стать только что открывшийся Королевский фестивальный зал, в итоге оркестру пришлось проголосовать за увольнение Рассела.
Боулт возглавил турне ЛФО по России в 1956 году. Впоследствии он оставил пост главного дирижёра, но его плотное сотрудничество с оркестром продолжалось. В 1965 году он был назначен президентом ЛФО. Значительная часть его стереофонических записей для EMI была осуществлена с ЛФО.
В конце 50-х ЛФО работал с такими дирижёрами, как Константин Сильвестри и Йозеф Крипс. Это был период финансового неблагополучия оркестра, когда он был вынужден отказаться от обязательств перед своими музыкантами по отпускным, больничным и пенсионным платежам в пользу сдельной оплаты.
В 1958 году ЛФО назначил своим главным дирижёром Уильяма Стайнберга. Он был замечательным оркестровым педагогом и многое сделал для поднятия уровня игры музыкантов до прежних высот.

### 60-е и 70-е
В 1962-м оркестр предпринял своё первое турне по Индии, Австралии и странам Юго-Восточной Азии. Дирижёрами выступили сэр Малколм Сарджент и Джон Притчард. В 1962-м году Притчард был назначен главным дирижёром ЛФО. Он также являлся музыкальным руководителем Глайндборнского фестиваля, и в 1964 году ЛФО стал основным коллективом фестиваля вместо КФО.
В 1967 году ЛФО назначил своим главным дирижёром Бернарда Хайтинка. Он оставался с оркестром на протяжении двенадцати лет. Такого продолжительного и плодотворного сотрудничества у оркестра не было со времен ухода Бичема в 1939-м. В этот период оркестр давал благотворительные концерты, в которых участвовали музыканты, не относящиеся к миру классической музыки, в том числе Дэнни Кей и Дюк Эллингтон. Среди тех, кто также работал с ЛФО, были Тони Беннетт, Виктор Борге, Джек Бенни и Джон Дэнкуорт.
В 70-х ЛФО гастролировал по США, Китаю, Западной Европе, а также повторно по США и России. Приглашенными дирижёрами были Эрих Ляйнсдорф, Карло Мария Джулини и сэр Георг Шолти, ставший в 1979 году главным дирижёром оркестра.

### Золотой юбилей
В 1982 году оркестр отметил свой золотой юбилей. Вышедшая тогда же книга перечисляла множество знаменитых музыкантов, получивших возможность за прошедшие пятьдесят лет поработать с ЛФО. Вдобавок к упомянутым выше, часть из них были дирижёрами: Даниэль Баренбойм, Леонард Бернстайн, Ойген Йохум, Эрих Клайбер, Сергей Кусевицкий, Пьер Монтё, Андре Превин и Леопольд Стоковский, другие — солистами: Дженет Бейкер, Деннис Брейн, Альфред Брендель, Пабло Казальс, Клиффорд Керзон, Виктория де лос Анхелес, Жаклин дю Пре, Кирстен Флагстад , Беньямино Джильи, Эмиль Гилельс, Яша Хейфец, Вильгельм Кемпф, Фриц Крейслер, Артуро Бенедетти Микеланджели, Давид Ойстрах, Лучано Паваротти, Маурицио Поллини, Леонтина Прайс, Артур Рубинштейн, Элизабет Шуман, Рудольф Серкин, Джоан Сазерленд, Рихард Таубер и Эва Тёрнер.

## В настоящее время
В декабре 2001 года в качестве специально приглашённого дирижёра с оркестром впервые работал Владимир Юровский. В 2003 году он стал главным приглашённым дирижёром коллектива. Он также дирижировал оркестром в июне 2007 года на концертах в ознаменование открытия после ремонта Королевского фестивального зала. В сентябре 2007 года Юровский стал 11-м по счёту главным дирижёром ЛФО. В ноябре 2007 года ЛФО объявил Янника Незе-Сегена своим новым главным приглашенным дирижёром, начиная с сезона 2008—2009. Планируется, что Владимир Юровский проработает на посту главного дирижёра Лондонского филармонического оркестра до 2021 года, после чего его сменит Эдвард Гарднер. Вместе с тем Гарднер станет первым за почти пятьдесят лет британским дирижёром, который возглавит данный оркестр.
В 2016 году, помимо Владимира Юровского в качестве главного дирижёра, руководство оркестром осуществляли следующие ведущие музыканты:
- Андрес Ороско-Эстрада (главный приглашённый дирижёр),
- Питер Шоман (первая скрипка),
- Магнус Линдберг (композитор в резиденции[англ.]),
- Тимоти Уолкер (художественный руководитель и генеральный директор)[2].

Семнадцать оркестрантов занимали различные профессорские должности в британских консерваториях, включая Королевскую академию музыки и Королевский колледж музыки в Лондоне, школу музыки и драмы Гвидхолл и консерватории музыки и танца Тринити-Лабан. Ведётся активная работа по выпуску новых альбомов оркестра под собственным лейблом, как на CD, так и по дистрибуции через Google Play.
Оркестр работает в тесном сотрудничестве с хором Metro Voices, также располагающимся в Лондоне.
Среди дискографии Лондонского филармонического оркестра имеются записи, сделанные во время постановок Глайндборского фестиваля, а также в Королевском фестивальном зале, студиях Decca и EMI. Этот процесс начался с оперы Франческо Кавалли Орминдо (1968) и продолжился глайндборской постановкой оратории Георга Фридриха Генделя «Феодора» (1996); также в фестивальной дискографии есть оперы Così fan tutte (1974), Кармен (1975 and 2002) и Нюрнбергские мейстерзингеры (2011). На счету оркестра также премьерная запись оперы Ральфа Воан-Уильямса Путь паломника (1972), Леди Макбет Мценского уезда Дмитрия Шостаковича (1979) и оперы Петера Этвёша Любовь и другие демоны (2008).

## Работа, не связанная с классической музыкой
Помимо концертов классической музыки, ЛФО записал несколько саундтреков к кинофильмам, в том числе Лоуренс Аравийский, Филадельфия, Миссия и кинотрилогия «Властелин колец», а также несколько альбомов музыки к серии компьютерных игр компании Square Enix Dragon Quest композитора Коити Сугиямы, Симфоническую поэму: Надежда для Final Fantasy XII, а также саундтрек к Xenosaga Episode I: Der Wille zur Macht композитора Ясунори Мицуды. Оркестр также можно услышать в телепостановке 1993 года Порги и Бесс Гершвина, на которой дирижёром выступил Саймон Рэттл, а также на выпущенной в 1989 году компанией EMI звуковой записи оперы. Иногда оркестр появляется на записях популярной музыки или метал-музыки, например, Once и Dark Passion Play группы Nightwish. В середине 90-х ЛФО даже выпустил трибьют-альбом в честь легендарных рок-групп, таких как Pink Floyd, Led Zeppelin, и The Who с кавер-версиями их песен. Оркестр можно услышать на альбоме группы Porcupine Tree Fear of a Blank Planet (2007), он также работал с дуэтом No-Man над их следующим альбомом Schoolyard Ghosts.

## Главные дирижёры
| - 1932—1939 сэр Томас Бичем - 1947—1950 Эдуард ван Бейнум - 1950—1957 сэр Адриан Боулт - 1958—1960 Уильям Стайнберг - 1962—1966 сэр Джон Притчард - 1967—1979 Бернард Хайтинк | - 1979—1983 сэр Георг Шолти - 1983—1990 Клаус Теннштедт - 1990—1996 Франц Вельзер-Мёст - 2000—2007 Курт Мазур - 2007—2021 Владимир Юровский - с 2021 Эдвард Гарднер |